# Młodzieżowe Drużynowe Mistrzostwa Polski na Żużlu 1984
Młodzieżowe Drużynowe Mistrzostwa Polski 1984 – piąta edycja corocznego turnieju, mającego wyłonić najlepszą drużynę, składającą się z zawodników, którzy nie ukończyli jeszcze 21 roku życia.

## Drużyny
| Grupa I                                                                                          | Grupa II                                                   | Grupa III                                                   | Grupa IV                                                 |
| ------------------------------------------------------------------------------------------------ | ---------------------------------------------------------- | ----------------------------------------------------------- | -------------------------------------------------------- |
| Unia Leszno ZKŻ Zielona Góra Start Gniezno Ostrovia Ostrów Wielkopolski Stal Gorzów Wielkopolski | Śląsk Świętochłowice WTS Wrocław Kolejarz Opole RKM Rybnik | Motor Lublin Unia Tarnów Włókniarz Częstochowa Stal Rzeszów | GKM Grudziądz KS Toruń Polonia Bydgoszcz Wybrzeże Gdańsk |

## Eliminacje

### Grupa I
| Poz. | Klub                         | Punkty |
| ---- | ---------------------------- | ------ |
| 1    | Stal Gorzów Wielkopolski     | 38     |
| 2    | Unia Leszno                  | 33     |
| 3    | ZKŻ Zielona Góra             | 19     |
| 4    | Ostrovia Ostrów Wielkopolski | 6      |

| Poz. | Klub                     | Punkty |
| ---- | ------------------------ | ------ |
| 1    | ZKŻ Zielona Góra         | 33     |
| 2    | Stal Gorzów Wielkopolski | 32     |
| 3    | Unia Leszno              | 24     |
| 4    | Start Gniezno            | 6      |

| Poz. | Klub                         | Punkty |
| ---- | ---------------------------- | ------ |
| 1    | Stal Gorzów Wielkopolski     | 40     |
| 2    | Unia Leszno                  | 35     |
| 3    | Start Gniezno                | 9      |
| 4    | Ostrovia Ostrów Wielkopolski | 7      |

| Poz. | Klub                         | Punkty |
| ---- | ---------------------------- | ------ |
| 1    | Stal Gorzów Wielkopolski     | 43     |
| 2    | Start Gniezno                | 26     |
| 3    | ZKŻ Zielona Góra             | 21     |
| 4    | Ostrovia Ostrów Wielkopolski | 6      |

| Poz. | Klub                         | Punkty |
| ---- | ---------------------------- | ------ |
| 1    | Ostrovia Ostrów Wielkopolski | 40     |
| 2    | ZKŻ Zielona Góra             | 19     |
| 3    | Unia Leszno                  | 18     |
| 4    | Start Gniezno                | 14     |

| Poz. | Klub                         | Punkty | +/-  |
| ---- | ---------------------------- | ------ | ---- |
| 1    | Stal Gorzów Wielkopolski     | 11     | +153 |
| 2    | ZKŻ Zielona Góra             | 7      | +92  |
| 3    | Unia Leszno                  | 6      | +110 |
| 4    | Ostrovia Ostrów Wielkopolski | 3      | +59  |
| 5    | Start Gniezno                | 3      | +55  |

### Grupa II
| Poz. | Klub                 | Punkty |
| ---- | -------------------- | ------ |
| 1    | Kolejarz Opole       | 31     |
| 2    | RKM Rybnik           | 25     |
| 3    | Śląsk Świętochłowice | 24     |
| 4    | WTS Wrocław          | 12     |

| Poz. | Klub                 | Punkty |
| ---- | -------------------- | ------ |
| 1    | RKM Rybnik           | 37     |
| 2    | Śląsk Świętochłowice | 28     |
| 3    | Kolejarz Opole       | 24     |
| 4    | WTS Wrocław          | 7      |

| Poz. | Klub                 | Punkty |
| ---- | -------------------- | ------ |
| 1    | RKM Rybnik           | 38     |
| 2    | Śląsk Świętochłowice | 28     |
| 3    | Kolejarz Opole       | 24     |
| 4    | WTS Wrocław          | 6      |

| Poz. | Klub                 | Punkty |
| ---- | -------------------- | ------ |
| 1    | RKM Rybnik           | 37     |
| 2    | Śląsk Świętochłowice | 23     |
| 3    | Kolejarz Opole       | 19     |
| 4    | WTS Wrocław          | 16     |

| Tabela \| Poz. \| Klub \| Punkty \| +/- \| \| ---- \| -------------------- \| ------ \| ---- \| \| 1 \| RKM Rybnik \| 11 \| +137 \| \| 2 \| Śląsk Świętochłowice \| 7 \| +103 \| \| 3 \| Kolejarz Opole \| 6 \| +98 \| \| 4 \| WTS Wrocław \| 0 \| +41 \| |                      |        |      |
| Poz. | Klub                 | Punkty | +/-  |
| 1 | RKM Rybnik           | 11     | +137 |
| 2 | Śląsk Świętochłowice | 7      | +103 |
| 3 | Kolejarz Opole       | 6      | +98  |
| 4 | WTS Wrocław          | 0      | +41  |

### Grupa III
| Poz. | Klub                  | Punkty |
| ---- | --------------------- | ------ |
| 1    | Włókniarz Częstochowa | 31     |
| 2    | Stal Rzeszów          | 24     |
| 3    | Unia Tarnów           | 21     |

| Poz. | Klub                  | Punkty |
| ---- | --------------------- | ------ |
| 1    | Motor Lublin          | 39     |
| 2    | Stal Rzeszów          | 29     |
| 3    | Unia Tarnów           | 13     |
| 4    | Włókniarz Częstochowa | 10     |

| Poz. | Klub                  | Punkty |
| ---- | --------------------- | ------ |
| 1    | Motor Lublin          | 37     |
| 2    | Stal Rzeszów          | 27     |
| 3    | Unia Tarnów           | 18     |
| 4    | Włókniarz Częstochowa | 13     |

| Poz. | Klub                  | Punkty |
| ---- | --------------------- | ------ |
| 1    | Motor Lublin          | 34     |
| 2    | Unia Tarnów           | 30     |
| 3    | Stal Rzeszów          | 14     |
| 4    | Włókniarz Częstochowa | 12     |

| Tabela \| Poz. \| Klub \| Punkty \| +/- \| \| ---- \| --------------------- \| ------ \| ---- \| \| 1 \| Motor Lublin \| 9 \| +110 \| \| 2 \| Stal Rzeszów \| 7 \| +94 \| \| 3 \| Unia Tarnów \| 5 \| +82 \| \| 4 \| Włókniarz Częstochowa \| 3 \| +66 \| |                       |        |      |
| Poz. | Klub                  | Punkty | +/-  |
| 1 | Motor Lublin          | 9      | +110 |
| 2 | Stal Rzeszów          | 7      | +94  |
| 3 | Unia Tarnów           | 5      | +82  |
| 4 | Włókniarz Częstochowa | 3      | +66  |

### Grupa IV
| Poz. | Klub              | Punkty |
| ---- | ----------------- | ------ |
| 1    | KS Toruń          | 30     |
| 2    | Wybrzeże Gdańsk   | 23     |
| 3    | GKM Grudziądz     | 21     |
| 4    | Polonia Bydgoszcz | 19     |

| Poz. | Klub              | Punkty |
| ---- | ----------------- | ------ |
| 1    | Wybrzeże Gdańsk   | 30     |
| 2    | KS Toruń          | 24     |
| 3    | Polonia Bydgoszcz | 23     |
| 4    | GKM Grudziądz     | 17     |

| Poz. | Klub              | Punkty |
| ---- | ----------------- | ------ |
| 1    | KS Toruń          | 33     |
| 2    | Wybrzeże Gdańsk   | 29     |
| 3    | Polonia Bydgoszcz | 18     |
| 4    | GKM Grudziądz     | 13     |

| Poz. | Klub              | Punkty |
| ---- | ----------------- | ------ |
| 1    | Polonia Bydgoszcz | 32     |
| 1    | Wybrzeże Gdańsk   | 27     |
| 3    | KS Toruń          | 18     |
| 4    | GKM Grudziądz     | 16     |

| Tabela \| Poz. \| Klub \| Punkty \| +/- \| \| ---- \| ----------------- \| ------ \| ---- \| \| 1 \| Wybrzeże Gdańsk \| 9 \| +109 \| \| 2 \| KS Toruń \| 9 \| +105 \| \| 3 \| Polonia Bydgoszcz \| 5 \| +92 \| \| 4 \| GKM Grudziądz \| 1 \| +67 \| |                   |        |      |
| Poz. | Klub              | Punkty | +/-  |
| 1 | Wybrzeże Gdańsk   | 9      | +109 |
| 2 | KS Toruń          | 9      | +105 |
| 3 | Polonia Bydgoszcz | 5      | +92  |
| 4 | GKM Grudziądz     | 1      | +67  |

## Finał
- 15 sierpnia 1984
- Lublin
- Sędzia: Roman Cheładze

| Poz.           | Klub                                                                                | Klub                                      | Punkty     |
| 1              | Motor Lublin                                                                        | Motor Lublin                              | 28         |
| -------------- | ----------------------------------------------------------------------------------- | ----------------------------------------- | ---------- |
| 1 2 3 4 17     | Andrzej Gąbka Piotr Styczyński Piotr Mazurek Janusz Łukasik Andrzej Kowalczyk       | (3 3 1 2) (1 3 0 3) (2 3 1 2) (1 1) (2 u) | 9 7 8 2    |
| 2              | RKM Rybnik                                                                          | RKM Rybnik                                | 25         |
| 13 14 15 16 20 | Mirosław Korbel Adam Pawliczek Henryk Bem Piotr Liszka Piotr Steuer                 | (3 2 3 1) (w 2 2 1) (2 w 2 3) (1 0) (2 1) | 9 5 7 1 3  |
| 3              | Wybrzeże Gdańsk                                                                     | Wybrzeże Gdańsk                           | 23         |
| 9 10 11 12 19  | Dariusz Stenka Marian Kwidziński Krzysztof Fedeczko Piotr Żyto Piotr Szymko         | (3 3 3 3) (w 1 0) (0 1 1 1) (3 0 0 3) (1) | 12 1 3 6 1 |
| 4              | Stal Gorzów Wielkopolski                                                            | Stal Gorzów Wielkopolski                  | 20         |
| 5 6 7 8 18     | Krzysztof Grzelak Ryszard Franczyszyn Cezary Owiżyc Jarosław Winiarski Adam Mikucki | (2 2 3 0) (1 2 3 2) (2 1 0 2) (0 0 u) (0) | 7 8 5 0    |

### Tabela
| Poz. | Klub                     |
| ---- | ------------------------ |
| 1    | Motor Lublin             |
| 2    | RKM Rybnik               |
| 3    | Wybrzeże Gdańsk          |
| 4    | Stal Gorzów Wielkopolski |